# Stolzembourg
Stolzembourg är en ort i Luxemburg.   Den ligger i distriktet Diekirch, i den norra delen av landet, 40 kilometer norr om huvudstaden Luxemburg. Stolzembourg ligger 232 meter över havet och antalet invånare är 183.
Terrängen runt Stolzembourg är huvudsakligen kuperad, men åt nordost är den platt. Stolzembourg ligger nere i en dal.  Närmaste större samhälle är Ettelbruck, 14,0 kilometer söder om Stolzembourg.
I omgivningarna runt Stolzembourg växer i huvudsak blandskog. Runt Stolzembourg är det ganska tätbefolkat, med 58 invånare per kvadratkilometer.